# Renault NN
El Renault NN fue un automóvil compacto del segmento C que fue producido por el fabricante francés Renault entre 1924 y 1930. Este coche también es conocido como Renault 6 CV, y fue presentado por primera vez en el Salón del Automóvil de París de 1924 como el sucesor de los Renault Type KJ y Type MT. Era una versión alargada del Renault MT, con una distancia entre ejes extra de 200 mm (7,9 pulg.) y la adición de frenos en las ruedas delanteras.
El coche podía alcanzar entre 42 y 70 km/h (26 y 43 mph) según la relación de transmisión. En total, se vendieron alrededor de 150.000 unidades. El NN2 se presentó en 1929; era un coche más grande y pesado.
Los NN fueron sustituidos por el Renault Monasix, aunque este era más grande y contaba con un pequeño motor de 6 cilindros. No fue hasta 1937 que el fabricante lanzó un modelo sustituto en la categoría de 6 CV: el Renault Juvaquatre.